# 옥상녹화

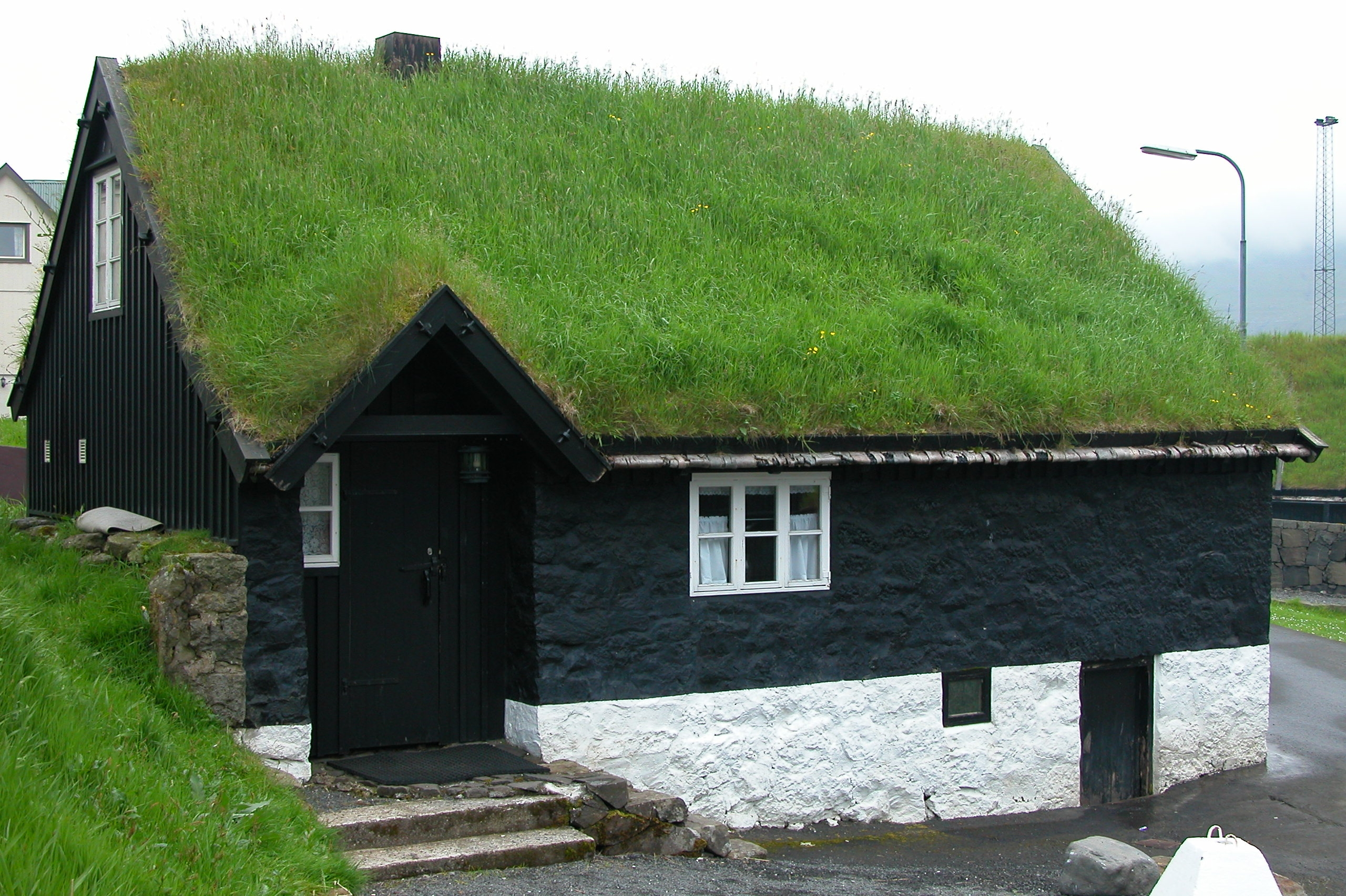

옥상녹화(屋上綠化)는 건축물의 단열성이나 경관의 향상 등을 목적으로 지붕이나 옥상에 식물을 심어 녹화하기 위한 것이다.

## 같이 보기
- 생태건축학
- 바빌론의 공중 정원
- 저영향 개발
- 빗물 집수
- 옥상정원
- 생태도시